# アラス人
アラス人 （Alas） は、インドネシアのスマトラ島北部のアチェ州にあるアラス峡谷に居住している民族集団である。アチェ戦争中の1904年に、アラス峡谷に居住していた全住民の約6分の1がオランダ軍により殺戮された。
アラス人の社会は、ムルグ（meRge）として知られる父系氏族により組織されている単系出自社会である。村落（kute）は、単一の氏族から構成されるのが一般的であるが、複数の氏族が共住するという事例もある。主たる生業は、水稲耕作を中心とする農耕で、かつては淡水漁撈が重要であった。宗教はアチェからの影響により、イスラム教が浸透している。アチェ戦争以前は、それぞれ4人の首長（pengulu）によって補佐された2人の土侯（kejuRun）がアラス峡谷全体を統治し、このアラス人の土侯国はアチェ王国の一部を構成していた。
使用されている言語は、オーストロネシア語に分類されるバタク・アラス＝クルット語で、バタク語の一方言であると考えられている。言語人口は、約8万人である。

## ガヨ・アラス・バタク地方作戦
アチェ戦争も最終局面を迎えた1904年、ゴトフリート・コンラート・エルンスト・ファン・ダーレン中佐の率いるオランダ植民地軍保安隊は、アチェ州内陸部を完全にオランダの支配下に置くために、ガヨ・アラス・バタク地方作戦を実施した。ガヨ地方を制圧したオランダ軍は、1904年6月10日にアラス峡谷にその姿をあらわした。北部では、アラス人の土侯の1人が早々に恭順の意を示したために、大きな戦闘は行われなかった。しかし南部では、ガヨ人出自の土侯が、加勢に訪れていたガヨ地方でオランダ軍に殺害されていたことから、急遽3砦が築かれ、異教徒のオランダ軍に対峙することになる。
1904年6月14日、オランダ軍はまずKute Rih砦を陥落させた。原住民側に561名の犠牲者が出た一方で、オランダ側の戦死者は2名であった。6月20日、オランダ軍はLikat砦を陥落させた。原住民側の犠牲者は432名、オランダ側の戦死者は1名。6月24日、オランダ軍は最後のKute Lengat Baru砦を陥落させた。原住民側の損害は654名、オランダ側の戦死者は3名。最大規模の戦闘となり、南部の土侯代行と1名の首長が戦没した。6月29日にプデシ村において、ファン・ダーレン中佐はアラス峡谷の2人の土侯（1名は、ガヨ地方で戦死した土侯の息子）と首長全員の前で、アラス峡谷のオランダ領東インドへの併合を宣言する。
ガヨ・アラス・バタク地方作戦中に撮影された写真はすべて、軍医でもあったH. M. ネープの手によるものである。原版は、ロッテルダム世界博物館に所蔵されている。ただし、1904年6月24日は、当日の天候が悪く、その際の戦闘の写真は1枚も撮影されていない。

## ギャラリー

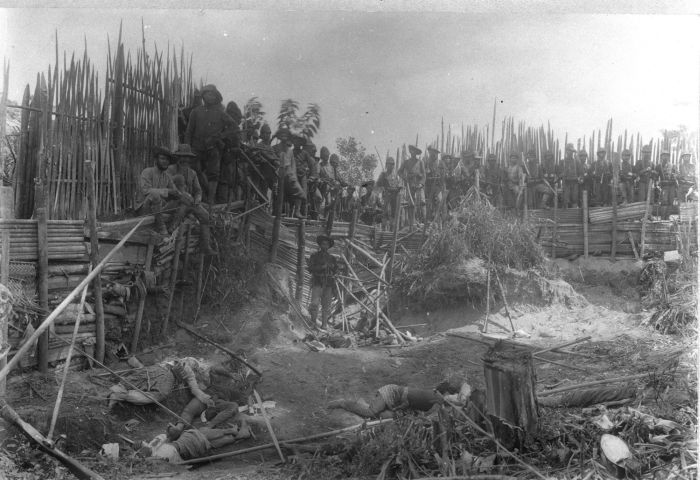
1904年6月14日に陥落したKute Rih砦。
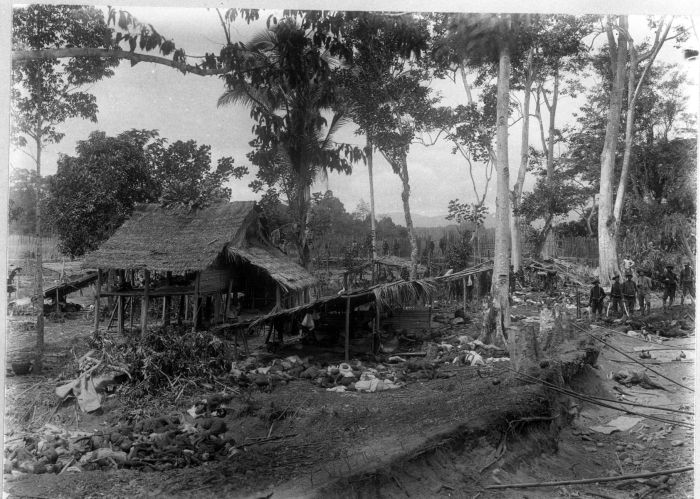
1904年6月14日の戦闘で、313名のアラス人男性、189名の女性、59名の子供が殺害された。
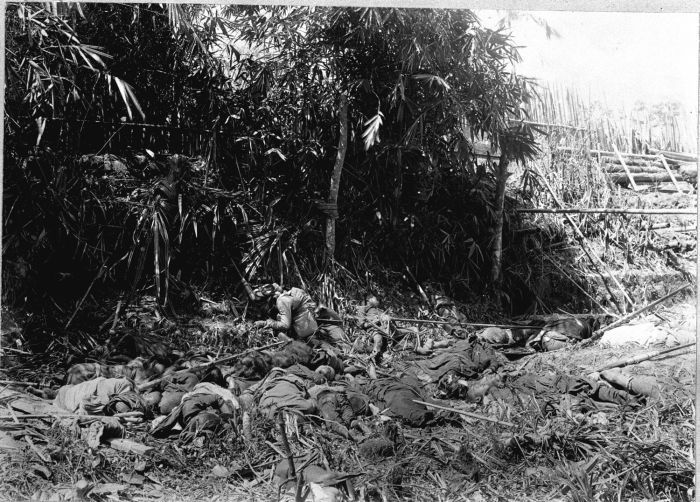
1904年6月20日に陥落したLikat砦。
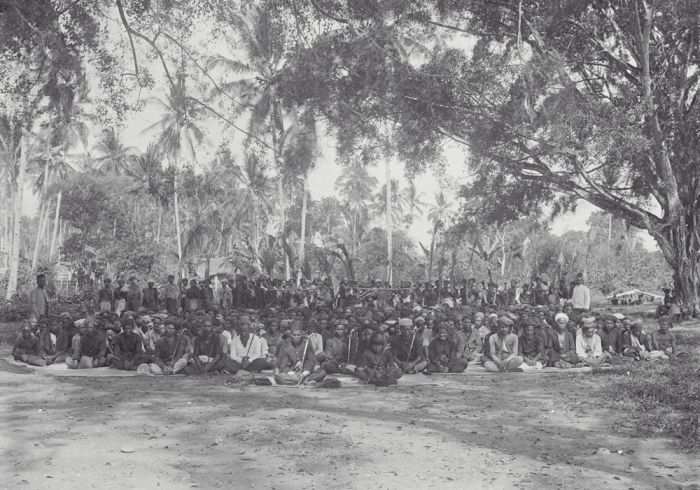
1904年6月29日にオランダ軍に降伏するアラス峡谷の土侯（前列の2名）と首長。
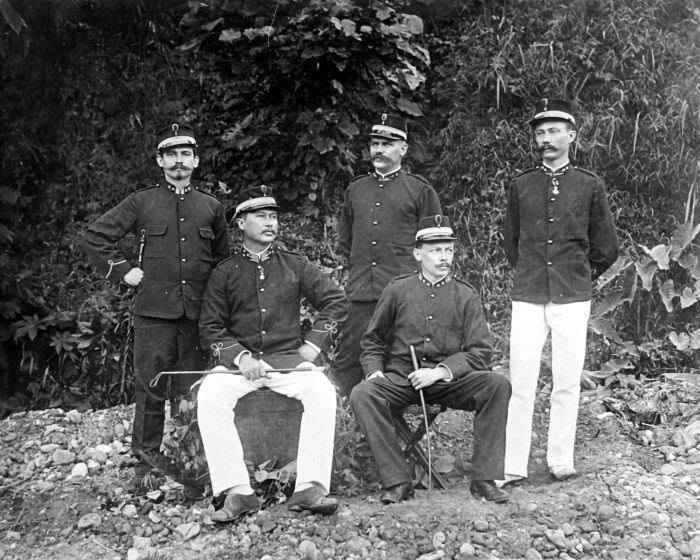
ガヨ・アラス・バタク地方作戦中のファン・ダーレン中佐（前列左）。
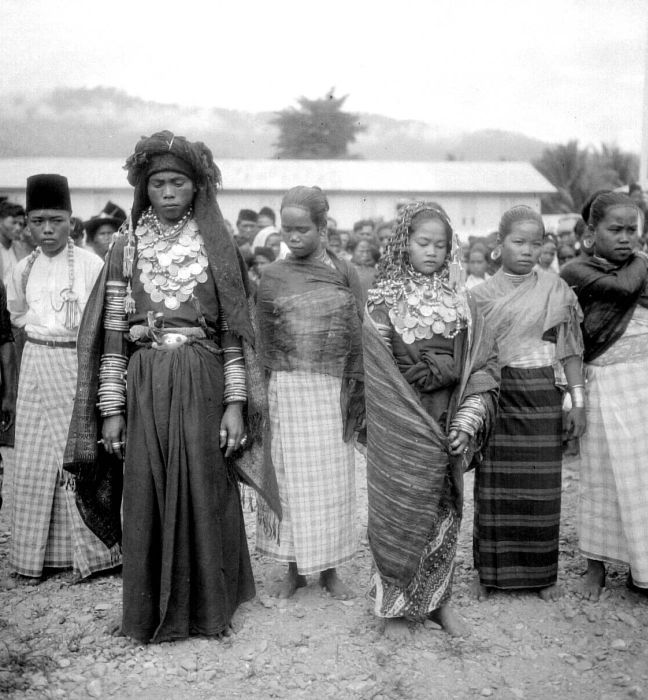
アラス人の花嫁と花婿（H. M. ネープにより撮影された写真ではない）。
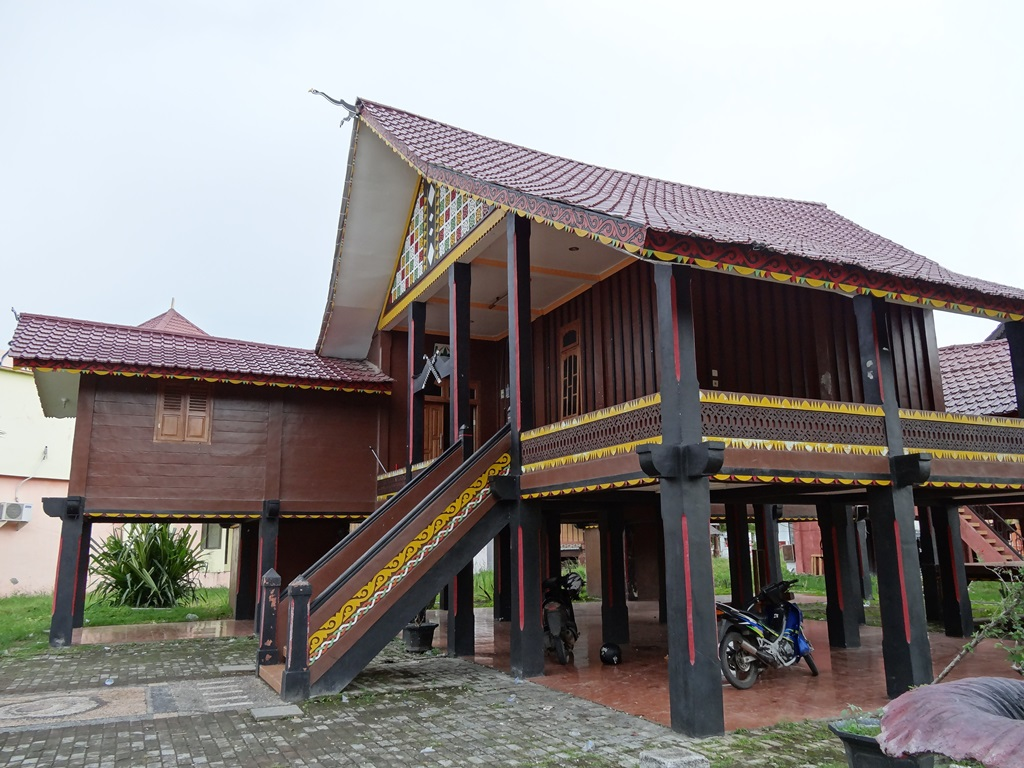
アラス人の伝統家屋（復元）。
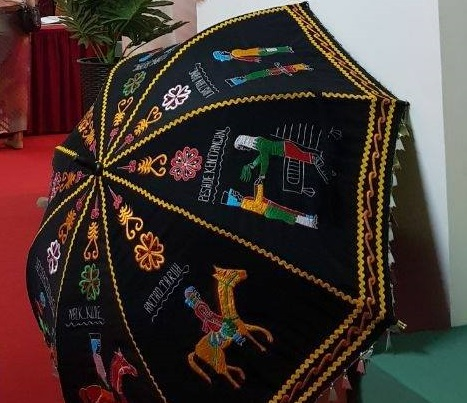
アラス人の儀礼用日傘（英語版）